# Paredat
Un paredat és un espai cobert per un mur o una paret. Principalment s'utilitza el terme per definir la manera de col·locar les peces en la construcció d'aquest mur o paret, perquè quedin ben lligades unes amb les altres, quan aquestes són de pedra. S'acostuma a utilitzar més el terme aparell per definir la disposició de les peces, principalment quan aquestes són regulars i de forma paral·lelepípede. La tècnica de construir amb peces s'anomena maçoneria. El terme llatí opus (literalment traduït per 'obra'), designa la manera en què es disposen els materials en una maçoneria o aparell, generalment aplicat a elements arquitectònics romans. Hi ha diferents tipus de paredat depenent del material que s'empra o de la disposició de les peces.

## Paredats segons el material d'unió
Hi ha els següents tipus de paredats segons la utilització o no de material per lligar les pedres a l'hora de col·locar-les:

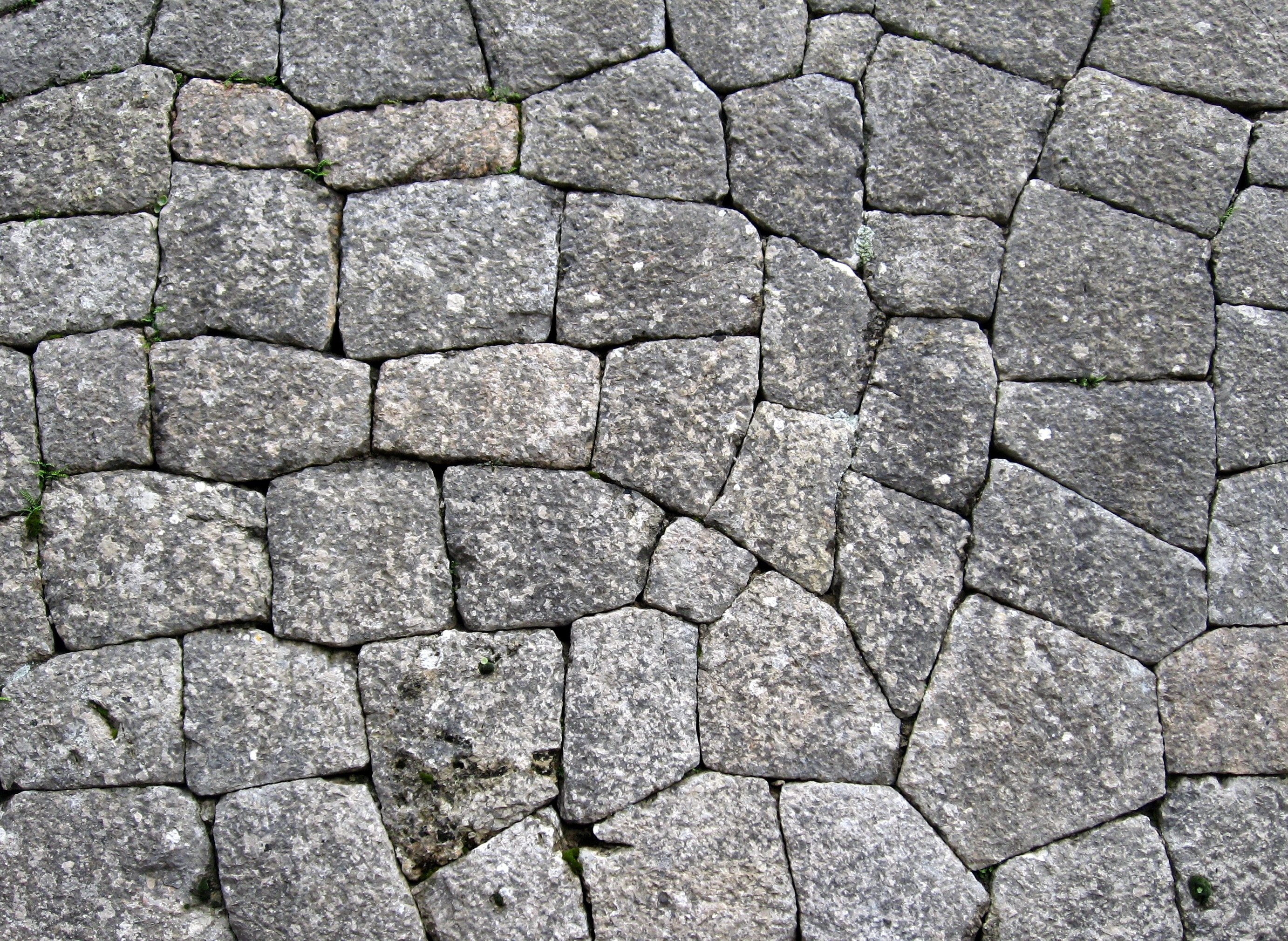
Detall d'un marge de pedra seca a Mallorca - aquesta obra és de pedra treballada.

- Paredat en sec o rústic, és el que està fet sense utilitzar material a l'hora de col·locar les peces. Està fet amb pedres irregulars de tota mida, bonyarrudes sense modificar. El resultat d'aquest paredat es coneix com a paret seca.
- Paredat en verd, comú o ordinari, és el que està fet utilitzant morter per assentar les peces. És un paredat antic que està fet amb pedres irregulars, bonyarrudes i sense picar. Té les juntes amples i plenes de morter. És el tipus de paredat que els romans anomenaven opus incertum.
- Paredat de fang de porc, és un paredat comú amb les pedres encallades amb pasta de fang.

## Paredats segons el treball de la peça
Segons la modificació de la peça original i la forma que se li dona també es defineixen diferents tipus de paredats.
- Paredat de frare, és el paredat antic en el que han aplanat lleugerament la cara vista de la pedra amb la punta del martell. Les peces es col·loquen amb les juntes amples, plenes de morter, on hi posen petits maquets.
- Paredat adobat de sola, està fet amb pedres desbastades amb la sola del martell a mesura que es van col·locant les pedres.
- Paredat de capserrat o fals escaire, està fet amb pedres que li han donat forma poligonal, col·locades de manera que cada dues formin un jaç per encaixar-n'hi una altra. L'angle es pren amb el capserrat o fals escaire.

Quan la peça de pedra se li dona una forma rectangular s'anomena carreu, i segons la seva disposició s'originen diferents paredats.

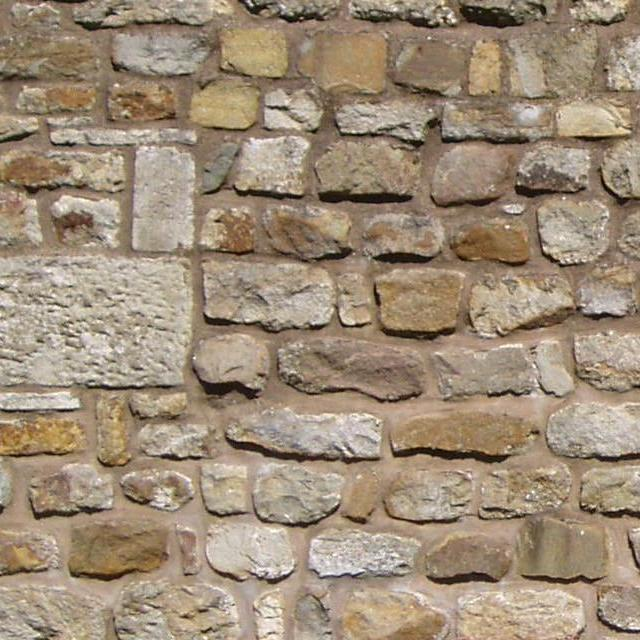
Paredat escocès

- Paredat de filada, el que està fet amb pedres que li han donat forma lleugerament rectangular, col·locades en filades.
- Paredat de junta fina, per filades, el que està fet amb pedres que li han donat forma rectangular i escairades, col·locades en filades. S'utilitza en paraments d'obra fina, per formar cantoneres, faixes, rebranques de portals, etc.
- Paredat de per llarg, és el que està fet amb peces de forma rectangular col·locades amb la seva llargària en sentit horitzontal al parament.
- Paredat de través, és el que està fet amb peces de forma rectangular col·locades amb la seva llargària en sentit perpendicular al parament.
- Paredat escocès, és el que està fet amb peces planes o llosetes més o menys rectangulars, de diferent llargària i gruix, col·locades de manera irregular segons com caigui bé, unes en sentit horitzontal i altres verticalment.